# Draagvermogen (scheepvaart)
Draagvermogen (deadweight tonnage, dwt) is een maat voor hoeveel massa een schip kan vervoeren. Het is de som van de gewichten van de lading, brandstof, ballastwater, drinkwater en provisie aan boord van het schip, dus gelijk aan de deplacement minus het gewicht  van het ledig schip. Het draagvermogen wordt vaak uitgedrukt in longton, maar ook in metrieke ton of kubieke meter. Het draagvermogen varieert met de diepgang, maar meestal wordt het draagvermogen bij de zomerdiepgang genoemd.
Het laadvermogen betreft alleen de lading, dus het deplacement zonder ledig schip, bunkers, ballast, drinkwater en stores.
Er wordt soms onderscheid gemaakt tussen:
- bruto-draagvermogen (Deadweight All Told, DWAT), dit is alles inclusief, dus meestal hetzelfde als DWT;
- netto-draagvermogen (Deadweight Cargo Capacity, DWCC), dit is enkel de vracht die het schip kan laden.